# جون هوب سيمبسون
جون هوب سيمبسون (بالإنجليزية: John Hope Simpson)‏ هو سياسي بريطاني (وحمل سابقاً جنسية المملكة المتحدة لبريطانيا العظمى وأيرلندا)، ولد في 23 يوليو 1868 في ليفربول في المملكة المتحدة، وتوفي في 10 أبريل 1961. حزبياً، نشط في الحزب الليبرالي. في الانتخابات العامة في المملكة المتحدة 1922 ‏، انتخب عضو برلمان المملكة المتحدة الـ32 عن دائرة تونتون (15 نوفمبر 1922 – 16 نوفمبر 1923) وفي الانتخابات العامة في المملكة المتحدة 1923 ‏، انتخب عضو برلمان المملكة المتحدة الـ33 عن دائرة تونتون (6 ديسمبر 1923 – 9 أكتوبر 1924).

## روابط خارجية
- جون هوب سيمبسون على موقع الموسوعة البريطانية (الإنجليزية)